# 조지 투포우 2세
조지 투포우 2세(George Tupou II, 1874년 6월 18일 ~ 1918년 4월 5일)는 통가의 제2대 국왕(재위 : 1893 ~ 1918)이다.